# Lucas Neill
Lucas Neill, avstralski nogometaš, * 9. marec 1978.
Za avstralsko reprezentanco je odigral 96 uradnih tekem in dosegel en gol.